# Limonit
A limonit az oxidásványok közé tartozó egyes vas-oxidok és vas-hidroxidok keverékének elnevezése. A limonit terepi név, azaz nem önálló ásványfaj neve, hanem több olyan ásványfaj összefoglaló neve, amelyek az adott megjelenési formában nem különíthetők el egymástól. Legjellemzőbb alkotói a goethit, lepidokrokit, hematit, ferrihidrit.
A limonit név a görög leimón (λειμών = rét) szóból származik, ui. egyik változata a mocsárvidékeken előforduló, erősen szennyezett gyepvasérc.

## Keletkezése
Másodlagosan vasércek és vasásványok mállása útján keletkezik. Az érctelepek jellemző rozsdabarna fedőkőzete az úgynevezett „vaskalap” főleg limonitot tartalmaz. Az oxidációs övben gyakran érctelep méreteket ér el. A pirit jelentős vízfelvétel hatására alakját megtartva hajlamos a limonitosodásra. Cseppköves, földes halmazai gyakoriak.

## Előfordulása
Gyakran előforduló ásványfajta, főként kísérő ásványként. Telepszerű előfordulásai találhatók Csehországban, az Egyesült Államokban Coloradóban és Utahban, Minnesota területén, Kubában, Brazíliában, Angliában, Görögországban, Romániában, Németországban, Oroszországban, Ukrajnában.
Rudabányán ahol bányászata is folyt, Bagaméron, a Bakonyban több helyen, a Budai hegyvidéken több helyen, Pécsett, a Zengő térségében, Mádon, Keszthely környékén, Telkibányán, a Velencei-hegységben.